# Palais Cumberland
Pour les articles homonymes, voir Cumberland.

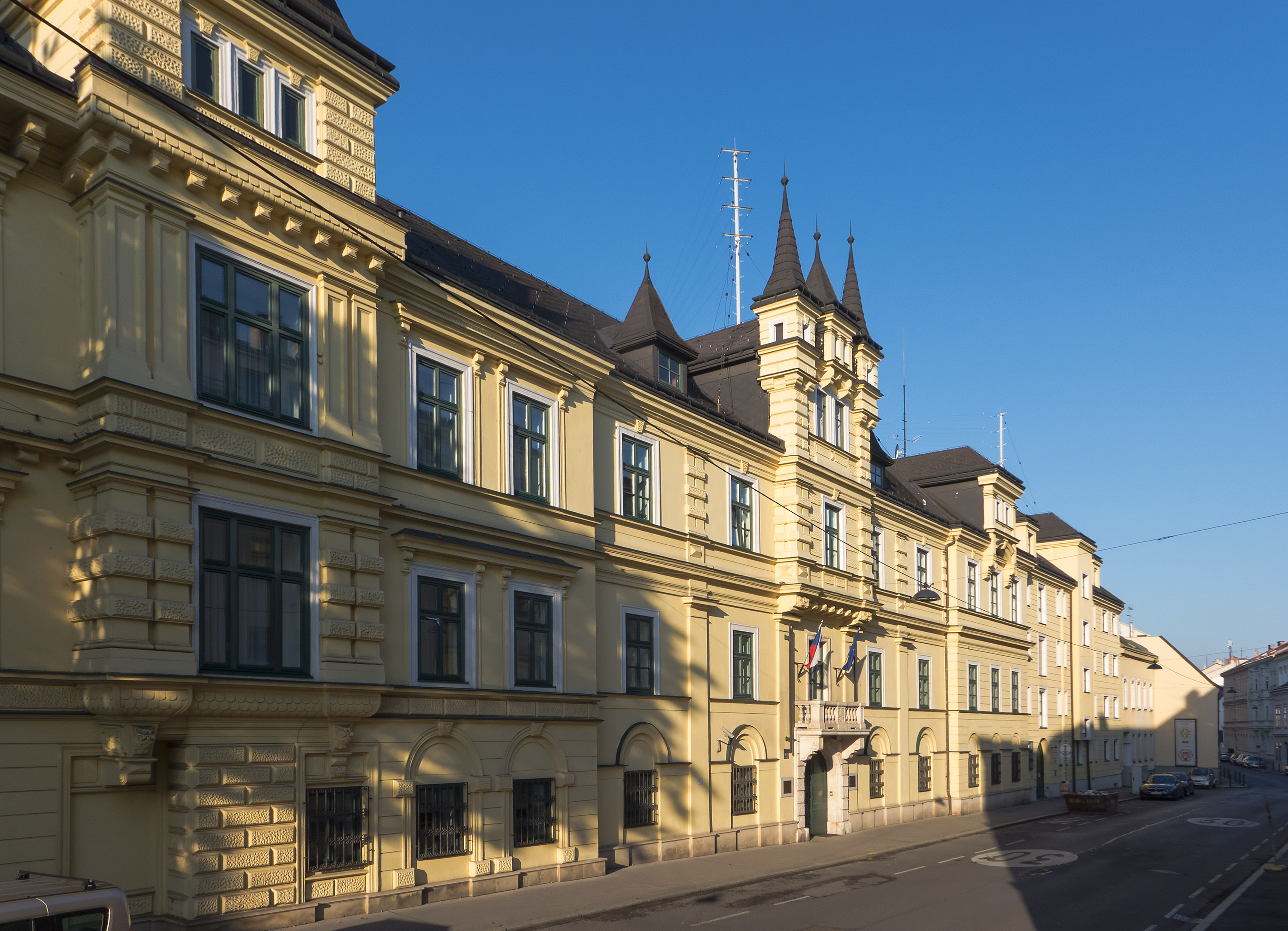
Palais Cumberland, ambassade tchèque

Le Palais Cumberland est un palais urbain situé à l'ouest de Vienne et le siège de l'ambassade tchèque à Vienne. Le magnifique bâtiment se trouve dans le quartier de Penzing. 

## Histoire
À l'origine, il y avait trois maisons sur le terrain, jusqu'à ce qu'Emanuel Teles de Silva, qui vint plus tard à la cour viennoise de Lisbonne en 1730, fit construire un palais sur la propriété de la maison numéro 9 en 1745. Un peu plus tard, c'est devenu la résidence du prince Charles de Lorraine. La famille Silva a construit un nouveau palais juste à côté au numéro 11. Le roi George V est venu en 1866, Duc de Cumberland, fuyant à Vienne. Ici, il a acquis les deux bâtiments en 1868. De plus, la maison du chasseur impérial au numéro 13 a été achetée et transformée en résidence en exil. En 1878, le roi aveugle George V de Hanovre mourut à Paris et fut enterré à Londres. 
Son fils Ernst-August de Hanovre, duc de Cumberland, habitait avant la mort de son père à Gmunden dans le magnifique Château Cumberland, exilé dans le bâtiment de style néo-gothique alors à la mode. 
À l'extrémité est du palais de Cumberland, Marie-Thérèse d'Autriche fit construire la caserne Penzinger comme caserne de cavalerie en 1758. Cette caserne a été démolie en 1839/1840. L'ancien terrain de parade de la caserne formait le jardin du palais après 1841. 
Après la fin de la Première Guerre mondiale et l'effondrement de la monarchie des Habsbourg, l'ambassade de la République tchécoslovaque a emménagé dans le bâtiment au numéro 11–13 en 1921. Aujourd'hui, l'ambassade de la République tchèque se trouve ici. En 1940, le Séminaire Max Reinhardt, la célèbre école de théâtre, s'installe dans la partie du palais au numéro 9.

## Liens web
- Site Web de l'ambassade tchèque
- wien.at | Palais Cumberland
- planet-vienna.com | Palais Cumberland
- Eintrag über

## Source de traduction
- (de) Cet article est partiellement ou en totalité issu de l’article de Wikipédia en allemand intitulé « Palais Cumberland » (voir la liste des auteurs).